# 334
334 (CCCXXXIV) var ett normalår som började en tisdag i den julianska kalendern.

## Händelser

### Okänt datum
- Goterna slår tillbaka ett försök av vandalerna att invadera Romarriket nära Donau.
- Flavius Dalmatius krossar en revolt på Cypern, ledd av usurpatorn Calocaerus.
- Konstantin den store legaliserar åter gladiatorspel.
- Barbarkungen Che Hou inleder sitt styre i Kina. Hans söner försöker mörda honom, men de upptäcks, tillfångatas och avrättas.